# Bitburger Brauerei
Bitburger Brauerei er et tysk bryggeri med hovedkvarter i Bitburg, Rheinland-Pfalz. Det blev etableret i 1817 i Bitburg af Johann Peter Wallenborn. Bitburger er blandt de bedst sælgende øl i Tyskland.